# Maxime Monfort
Maxime Monfort (Bastenaken, 14 januari 1983) is een voormalig Belgisch wielrenner die een groot deel van zijn loopbaan reed voor Lotto-Soudal. Hij begon zijn carrière als prof bij Landbouwkrediet-Colnago in 2004. Zijn grootste overwinningen zijn een etappe en de eindzege van de Ronde van Luxemburg van 2004. Ook maakte hij indruk in de Ronde van Spanje van 2007 met goede klasseringen in de bergetappe naar Lagos de Covadonga en de grote tijdrit, waardoor hij in het algemeen klassement weinig tijd verloor op de favorieten. Uiteindelijk werd hij elfde in het eindklassement. Verder werd hij in de proloog van de Dauphiné Libéré van 2008 knap vierde. Over het algemeen wordt hij beschouwd als een prima klimmer en tijdrijder.
Hij is in 2008 ereburger geworden van La Roche-en-Ardenne, waar hij in de deelgemeente Maboge woont.

## Belangrijkste overwinningen
2004
3e etappe Ronde van Luxemburg
Eind- en jongerenklassement Ronde van Luxemburg
2009
 Belgisch kampioen tijdrijden, Elite
2010
4e etappe Ronde van Beieren
Eindklassement Ronde van Beieren
2011
1e etappe Ronde van Spanje (ploegentijdrit)

## Resultaten in voornaamste wedstrijden
| Jaar | Ronde van Italië | Ronde van Frankrijk | Ronde van Spanje |
| ---- | ---------------- | ------------------- | ---------------- |
| 2004 |                  |                     |                  |
| 2005 |                  |                     |                  |
| 2006 | 33e              |                     |                  |
| 2007 |                  |                     | 11e              |
| 2008 |                  | 23e                 |                  |
| 2009 |                  | 27e                 |                  |
| 2010 |                  | 54e                 |                  |
| 2011 |                  | 29e                 | 5e               |
| 2012 |                  | 15e                 | 16e              |
| 2013 |                  | 14e                 |                  |
| 2014 | 14e              |                     | 16e              |
| 2015 | 11e              |                     | 27e              |
| 2016 | 15e              |                     | 16e              |
| 2017 | 13e              |                     | opgave           |
| 2018 |                  |                     | 42e              |
| 2019 |                  | 142e                |                  |

| Jaar | Milaan-San Remo | Gent-Wevelgem | Amstel Gold Race | Luik-Bast.‑Luik | Ronde van Lombardije | Waalse Pijl |  | WK op de weg |  | Wereldranglijsten |
| ---- | --------------- | ------------- | ---------------- | --------------- | -------------------- | ----------- |  | ------------ |  | ----------------- |
| 2004 |                 | 39e           |                  | opgave          | 37e                  | 116e        |  | opgave       |  |                   |
| 2005 |                 |               | 124e             | 76e             |                      | 76e         |  |              |  |                   |
| 2006 |                 |               |                  |                 | 47e                  |             |  |              |  |                   |
| 2007 |                 |               | opgave           | 63e             | 26e                  | 89e         |  | 64e          |  | 72e (UPT)         |
| 2008 | 108e            |               | 63e              | 61e             | 31e                  | 58e         |  | opgave       |  | 44e (UPT)         |
| 2009 | 111e            |               | 25e              | 35e             | 36e                  | 44e         |  | 89e          |  | 82e (UWK)         |
| 2010 | opgave          |               | 55e              | 87e             | 20e                  | 33e         |  |              |  | 95e (UWK)         |
| 2011 |                 |               | 63e              | 59e             | opgave               | 116e        |  |              |  | 61e (UWT)         |
| 2012 |                 |               | 74e              | 27e             |                      | 30e         |  |              |  | 77e (UWT)         |
| 2013 | 44e             |               | 63e              | 81e             | opgave               | 51e         |  | opgave       |  | 111e (UWT)        |
| 2014 |                 |               |                  |                 | 51e                  |             |  |              |  | 102e (UWT)        |
| 2015 |                 |               |                  |                 | 36e                  |             |  |              |  | 96e (UWT)         |
| 2016 |                 |               |                  |                 | opgave               |             |  |              |  | 114e (UWT)        |
| 2017 |                 |               |                  |                 | opgave               |             |  |              |  | 158e (UWT)        |
| 2018 |                 |               |                  | opgave          | opgave               | 78e         |  |              |  |                   |
| 2019 |                 |               | 61e              | 69e             |                      | 64e         |  |              |  |                   |

## Ploegen
- 2003 –  Landbouwkrediet-Colnago (stagiair vanaf 1-9)
- 2004 –  Landbouwkrediet-Colnago
- 2005 –  Landbouwkrediet-Colnago
- 2006 –  Cofidis, le Crédit par Téléphone
- 2007 –  Cofidis, le Crédit par Téléphone
- 2008 –  Cofidis, le Crédit par Téléphone
- 2009 –  Team Columbia-HTC [a]
- 2010 –  Team HTC-Columbia
- 2011 –  Leopard Trek
- 2012 –  RadioShack-Nissan-Trek
- 2013 –  RadioShack Leopard
- 2014 –  Lotto-Belisol
- 2015 –  Lotto Soudal
- 2016 –  Lotto Soudal
- 2017 –  Lotto Soudal
- 2018 –  Lotto Soudal
- 2019 –  Lotto Soudal

Wielerploegen van Maxime Monfort
Advejev · Anzà · Bernucci · Bileka · Bracke · Capelle · De Waele · Dierckxsens · Doema · Hrysjtsjenko · Lievens · Lucchini · Metloesjenko · Popovytsj · Scamardella · Steels · Streel · Stremersch · Timosjin · Vaitkus · Van Landeghem · Van Speybroeck · Verstrepen · Weynants · Draux (stagiair) · Monfort (stagiair) · Wijnands (stagiair)
Advejev · Anzà · Bernucci · Bileka · Bracke · Capelle · De Waele · Dierckxsens · Doema · Durand · Gasperoni · Hrysjtsjenko · Lagoetin · Metloesjenko · Monfort · Popovytsj · Sijmens · Steels · Streel · Timosjin · Vaitkus · Van Bondt · Verstrepen · Lebeau (stagiair) · Simon (stagiair) · Van Loocke (stagiair)
Bracke · Capelle · Criquielion · Cummings · De Groote · De Waele · D'Hollander · Dierckxsens · Habeaux · Lagoetin · Monfort · Renders · Sijmens · Simon · Van De Walle · Van Loocke · Vanlandschoot · G. Verheyen · Verstrepen · Lebeau (stagiair) · Simms (stagiair) · D. Verheyen (stagiair)
Augé ·
Bertagnolli · 
Bessy ·
Bourgain · 
Casper ·
Chavanel · 
Coyot ·
Duclos-Lassalle · 
Duque · 
Elijzen ·
Farrar · 
Fernández ·
Heijboer · 
Inaudi · 
Lequatre · 
Marichal ·
Minard · 
Moinard · 
Moncoutié · 
Monfort ·
Monier ·
Moreni ·
Parra ·
Pérez · 
Roche ·
Sanchez · 
Scheirlinckx · 
Sutton ·
Tournant · 
Valentin · 
Verbrugghe · 
Wiggins · 
El Fares (stagiair) ·
Godet (stagiair) ·
Hartmann (stagiair) 
Augé ·
Bessy ·
Bourgain · 
Buffaz · 
Chavanel · 
De Weert ·
Duclos-Lassalle · 
Duque · 
Elijzen ·
Farrar · 
Fernández ·
Hartmann ·
Hary ·
Heijboer · 
Henriette · 
Høj · 
Huguet · 
Lequatre · 
Minard · 
Moinard · 
Moncoutié · 
Monfort ·
Monier ·
Moreni (tot 31/07) ·
Nuyens ·
Parra ·
Scheirlinckx · 
Sireau ·
Sutton ·
Tournant · 
Valentin · 
Verbrugghe · 
Wiggins · 
Zampieri · 
El Fares (stagiair) ·
Taaramäe (stagiair) · 
Villa (stagiair) 
Augé ·
Blain ·
Bourgain · 
Brard ·
Buffaz · 
Chavanel · 
Demaret ·
De Weert ·
Duclos-Lassalle · 
Dumoulin ·
Duque · 
El Fares ·
Fernández ·
Hartmann ·
Hary ·
Heijboer · 
Henriette · 
Høj · 
Huguet · 
Minard · 
Moinard · 
Moncoutié · 
Monfort ·
Monier ·
Nuyens ·
Portal ·
Scheirlinckx · 
Sireau ·
Taaramäe · 
Tournant · 
Valentin · 
Verbrugghe · 
Villa ·
Zampieri · 
Blot (stagiair) ·
Lebas (stagiair) · 
Zingle (stagiair) 
Albasini ·
Barry ·
Boasson Hagen ·
Burghardt ·
Cavendish ·
Dockx ·
Eisel ·
Grabsch   ·
Greipel ·
Hansen ·
Henderson ·
Hincapie ·
Kirchen ·
Lewis ·
Löfkvist ·
Martin ·
Monfort ·
Pinotti ·
Possoni ·
Raboň ·
Renshaw ·
Reynés ·
Rogers ·
Sieberg ·
Siwtsow
Albasini ·
Bak ·
Cavendish ·
Dockx ·
Eisel ·
Ghyselinck ·
Goss ·
Grabsch ·
Greipel ·
Gretsch ·
Guldhammer ·
Hansen ·
Howard ·
Lewis ·
Martin ·
Monfort ·
Pinotti ·
Raboň ·
Renshaw ·
Reynés ·
Rogers ·
Roulston ·
Saramotins ·
Sieberg ·
Siwtsow ·
van Garderen ·
M. Velits ·
P. Velits
Bennati ·
Cancellara     ·
Clarke ·
Denifl ·
Feillu ·
Fuglsang ·
Gerdemann ·
Klemme ·
Lund ·
Monfort ·
Mortensen ·
Nizzolo ·
O'Grady ·
Pedersen ·
Pires ·
Posthuma ·
Rohregger · 
A. Schleck ·
F. Schleck ·
Stamsnijder ·
Viganò ·
Voigt ·
Wagner ·
Wegmann ·
Weylandt (tot 09/05) ·
Zaugg ·
Selig (stagiair) 
Bakelants ·
Bennati ·
Bennett ·
Busche ·
Cancellara   ·
Didier ·
Fuglsang ·
Gallopin ·
Gerdemann ·
Hermans ·
Horner ·
Irizar ·
King ·
Klöden ·
Machado ·
Monfort ·
Nizzolo ·
Oliveira ·
Popovytsj ·
Posthuma ·
Rast ·
Rohregger · 
Roulston ·
A. Schleck ·
F. Schleck ·
Sergent ·
Voigt ·
Wagner ·
Zaugg ·
Zubeldia
Bakelants ·
Bennett ·
Busche ·
Cancellara ·
Devolder ·
Didier ·
Gallopin ·
Hermans ·
Hondo ·
Horner ·
Irizar ·
Jungels ·
King ·
Kišerlovski ·
Klöden ·
Machado ·
Monfort ·
Nizzolo ·
Oliveira ·
Popovytsj ·
Rast ·
Rohregger · 
Roulston ·
A. Schleck ·
F. Schleck ·
Sergent ·
Voigt ·
Zubeldia
Armée · Bak · Boeckmans · Breen · Broeckx · De Bie · Debusschere · De Clercq · Dehaes · Dockx · Gallopin · Greipel · Hansen · Henderson · Kaisen · Ligthart · Monfort · Roelandts · Sieberg · Vallée · Van den Broeck · Van der Sande · D. Vanendert · J. Vanendert · Van Genechten · Vervaeke · Wellens · Willems · Benoot (stagiair) · Meurisse (stagiair) · Naesen (stagiair)
Armée · Bak · Benoot · Boeckmans · Breen · Broeckx · De Buyst · De Bie · Debusschere · De Clercq · De Gendt · Dehaes · Dockx · Gallopin · Greipel · Hansen · Henderson · Ligthart · Monfort · Roelandts · Sieberg · Vallée · Van den Broeck · Van der Sande · D.Vanendert · J.Vanendert · Vervaeke · Wellens · Frison (stagiair) · Van Gestel (stagiair) · Van Rooy (stagiair)
Armée · Bak · Benoot · Boeckmans · Broeckx · De Buyst · De Bie · De Clercq · De Gendt · Debusschere · Dockx · Frison · Gallopin · Greipel · Hansen · Henderson · Ligthart · Marczyński · Monfort · Roelandts · Sieberg · Valls · Van der Sande · Vanendert · Vervaeke · Wallays · Wellens · Deltombe (stagiair) · Goolaerts (stagiair) · Shaw (stagiair)
Armée · Bak · Benoot · Boeckmans · De Bie · De Buyst · De Clercq · De Gendt · Debusschere · Frison · Gallopin · Greipel · Hansen · Hofland · Maes · Marczyński · Mertz · Monfort · Roelandts · Shaw · Sieberg · Valls · Van der Sande · Vanendert · Vervaeke · Wallays · Wellens · Wouters · Leysen (stagiair) · Planckaert (stagiair) · Van Gompel (stagiair)
Armée · Bak · Benoot · Campenaerts     · De Buyst · De Gendt · Debusschere · Frison · Greipel · Hansen · Hofland · Keukeleire · Lambrecht · Maes · Marczyński · Mertz · Monfort · Naesen · Shaw · Sieberg · Van der Sande · Vanendert · Wallays · Wellens · Wouters
Armée · Benoot · Blythe · Campenaerts   · De Buyst · De Gendt · Dewulf · Ewan · Frison · Hagen · Hansen · Iversen · Keukeleire · Kluge · Lambrecht · Maes · Marczyński · Mertz · Monfort · Naesen · Thijssen · Van der Sande · van Goethem · Van Moer · Vanendert · Vanhoucke · Wallays · Wellens · Wouters